# 普伊格佩拉特
普伊格佩拉特，是西班牙加泰罗尼亚塔拉戈纳省的一个市镇。总面积10平方公里，总人口634人（2001年），人口密度63人/平方公里。